# Friedrich von Zimmermann (General)
Friedrich Paul von Zimmermann (* 12. Oktober 1777 in Rehnsdorf; † 23. Juli 1839 in Schweidnitz) war ein preußischer Generalmajor und Kommandant der Festung Schweidnitz.

## Leben

### Herkunft
Seine Eltern waren Paul von Zimmermann (1735–1819) und dessen Ehefrau Charlotte, geborene Hermann (1748–1807). Sein Vater war Erbherr von Rehnsdorf, Obergersdorf sowie Dobrigau (Dobrig) und wurde am 1. November 1793 in Wien in den Reichsadelsstand erhoben. Die Kursächsische Anerkennung erhielt er am 15. Februar 1794.

### Militärkarriere
Zimmermann trat am 14. April 1792 als Kadett in das Infanterieregiment „Niesemeuschel“ der Sächsischen Armee ein. Während des Ersten Koalitionskrieges kämpfte er 1795/96 gegen Frankreich und wurde am 29. September 1796 zum Fähnrich befördert.
Nach dem Krieg avancierte Zimmermann am 21. August 1802 zum Souslieutenant und nahm als solcher 1806 am Vierten Koalitionskrieg teil. Er kämpfte in der Schlacht bei Jena sowie bei den Belagerungen von Neiße und Glatz. Am 26. Juli 1809 wurde er Premierleutnant und Adjutant. Im Fünften Koalitionskrieg nahm Zimmermann an der Schlacht bei Wagram teil und erhielt am 17. März 1810 das Ritterkreuz des Militär-St.-Heinrichs-Ordens. Während des Feldzuges von 1812 kämpfte er im Gefecht von Kolnin. 1813 wurde er zum Hauptmann befördert. Nach der Niederlage Napoleons bei Leipzig wechselte auch Sachsen die Seiten. Zimmermann wurde am 26. März 1814 zum Major befördert. Im Gefecht bei Courtray wurde er verwundet und erhielt den Orden der Heiligen Anna III. Klasse. Später nahm er an der Kanonade bei Rodemacher teil.
Am 2. April 1815 wechselte Zimmermann in preußische Dienste und erhielt als Major die Stelle des Kommandeurs im 6. Schlesischen Landwehr-Infanterie-Regiment. Am 12. März 1820 wurde zum Kommandeur des 6. Landwehr-Regiments ernannt. Mit Patent vom 20. Juni 1825 folgte am 18. Juni 1825 seine Beförderung zum Oberstleutnant und die Verleihung des Dienstkreuzes. Am 30. März 1831 wurde er zum Oberst befördert und anlässlich des Ordensfestes am 18. Januar 1832 mit dem Roten Adlerorden III. Klasse ausgezeichnet. Am 9. September 1835 bekam Zimmermann die Schleife zum Roten Adlerorden III. Klasse und am 30. September 1835 den Orden der Heiligen Anna II. Klasse. Am 30. März 1836 wurde er als Kommandant nach Schweidnitz versetzt. In dieser Eigenschaft erhielt Zimmermann am 30. März 1838 den Charakter als Generalmajor und wurde am 11. Juni 1839 mit Patent vom 30. März 1838 in diesen Dienstgrad befördert. Er starb am 23. Juli 1839 in Schweidnitz.

### Familie
Zimmermann heiratete am 26. Dezember 1803 in Görlitz Charlotte Giese (1785–1859). Das Paar hatte mehrere Kinder:
- Minna (1805–1861)
- Otto (1807–1847), preußischer Hauptmann a. D. und Kompaniechef im 16. Infanterie-Regiment
- Agnes (1808–1876)
- Emma (1810–1891)

⚭ 1829 Heinrich Beckmann, Kaufmann
⚭ 1853 Otto Moritz von Wilke († 1873), sächsischer Premierleutnant
- Paul (1814–1875), preußischer Generalmajor ⚭ 1853 Klara von Studnitz (* 1832)
- Marie (1815–1894) ⚭ Benno von Hartitzsch († 1868), k.u.k. Major
- Robert (1817–1878), preußischer Generalmajor ⚭ 1852 Marie von Wulffen (1830–1901)